# Jane Lynch
Jane Lynch (Dolton, Illinois, 14 de juliol de 1960) és una actriu, cantant i comediant estatunidenca. La seva filmografia principal inclou títols com El fugitiu (1993), Danys col·laterals (2002), Sleepover (2004), Lemony Snicket's A Series of Unfortunate Events (2004), L'aviador (2004), Alvin and the Chipmunks (2007), Another Cinderella Story (2008), Ice Age 3: L'origen dels dinosaures (2009), Julie i Julia (2009), Shrek, feliços per sempre... (2010) i Escape from Planet Earth (2013). També ha treballat en diverses sèries de televisió, entre les quals destaquen The L Word (2005-2009) i Glee (2009-present).

## Biografia
Nascuda a Evergreen Park, un suburbi de Chicago (Illinois), Jane Lynch és filla d'una mestressa de casa i d'un pare banquer. Va créixer a la seva ciutat natal. Va ser educada en una família catòlica irlandesa i escolaritzada a Thornridge High School. Va obtenir el seu batxillerat en teatre a la Illinois State University i el seu MFA a la Universitat Cornell, igualment en teatre.
Debuta al teatre en tropes d'improvisacions com The Second City, destacant amb Oh My Sister, My Sister.
Encara que va debutar al cinema al final dels anys 1980, amb els films Vice versa i El fugitiu, no és fins a l'any 2000 amb Best in Show, de Christopher Guest, quan es dona realment a conèixer pel gran públic, encarnant una dominant lesbiana. Col·laborarà de nou amb Guest en altres dos films: A Mighty Wind i For Your Consideration.

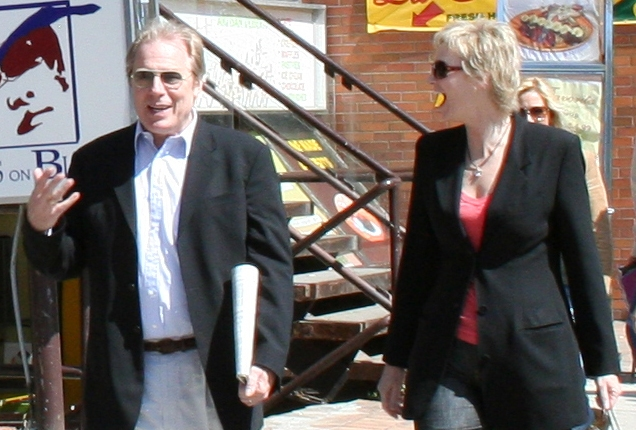
Michael McKean i Lynch al festival internacional de cinema de Toronto l'any 2006.

Apareix igualment a diverses sèries de televisió com The West Wing, Monk, The L Word, Infos FM, JAG, En Dawson creix i Desperate Housewives, així com Two and a Half Men i Friends. Ha fet una aparició destacada a Criminal Minds, on encarna la mare esquizofrènica de Spencer Reid. Després fa el paper de Sue Sylvester a la sèrie Glee, rebent crítiques excel·lents per la seva interpretació.
Al cinema, encarna la patrona de Steve Carell a The 40 Year-Old Virgin, (va ser Nancy Walls, dona de Steve Carell, qui va suggerir Jane Lynch per al paper), la mare de Will Ferrell a Passat de voltes i la germana de Meryl Streep a Julie i Julia.
Des de 2009, interpreta el paper de Sue Sylvester a la sèrie musical Glee. Sue és la entrenadora de les pom-pom girls de l'escola, entrenador poc simpàtic amb els membres del Glee Club.
Jane Lynch, obertament lesbiana, es va casar amb la Dra. Lara Embry el 31 de maig de 2010 al restaurant Blue Heron a Sunderland (Massachusetts), i el juny de 2013 van anunciar que es divorciaven, divorci que va ser efectiu el gener de 2014. El 2022 va anunciar que l'any anterior s'havia casat amb la seva parella, Jennifer Cheyne a Santa Bàrbara (Califòrnia).

## Filmografia
| - 1988: Taxi Killer - 1988: Vice versa (Vice Versa): Ms. Lindstrom - 1992: Straight Talk: Gladys - 1993: El fugitiu (The Fugitive): Dra. Kathy Wahlund - 1993: Distracció Fatal (Fatal Instint): Periodista - 1997: Touch Me: Counselor - 2000: What Planet Are You From?: Doreen - 2000: Red Lipstick: Final TV Newscaster - 2000: Best in Show: Christy Cummings - 2001: En Dawson creix (Dawson's Creek): Mrs Witter - 2001: Nice Guys Finish Last: mare - 2001: Martini: Dra. Jane - 2002: Danys col·laterals (Collateral Damage): Agent Russo - 2003: La força del vent (A Mighty Wind): Laurie Bohner - 2003: Exposed: Julie Gross - 2004: Little Black Boot: Grace - 2004: Surviving Eden: Maude Silver - 2004: Sleepover: Gabby Corky - 2004: L'aviador: Amelia Earhart (escenes suprimides de l'edició final) - 2004: Memoirs of any Evil Stepmother: Blanca Monroe - 2004: Un seguit de desgràcies catastròfiques de Lemony Snicket (Lemony Snicket's A Series of Unfortunate Events): Realtor - 2005: Promtroversy: Mimi Nimby (Concerned Engalanen) - 2005: Verge als 40 (The 40 Year Old Virgin): Paula - 2005: Bam Bam and Celeste: Darlene - 2005: The Californians: Sybill Platt - 2006: The List: Dra. Davina - 2006: Fifty Pills: Doreen - 2006: Passat de voltes (Talladega Nights: The Ballad of Ricky Bobby): Lucy Bobby - 2007: Eye of the Dolphin: Glinton - 2007: Another Cinderella Story: Dominique Blatt - 2007: Alvin and the Chipmunks: Gail - 2008: Smiley Cara, de Gregg Araki - 2008: Walk Hard: Gail (presentadora de televisió) - 2008: Role Models: Gayle Sweeny - 2009: The Rocker: Lisa - 2009: Ice Age 3: L'origen dels dinosaures (Ice Age: Dawn of the Dinosaurs): Diatryma Mom - 2009: Julie i Julia (Julie & Julia): Dorothy McWilliams - 2010: Shrek, feliços per sempre... (Shrek Forever After): l'ogre Gretched - 2010: Post Grad: Carmella Malby - 2011: Paul: Pat Stevenson - 2012: The Three Stooges: la mare superiora - 2012: Wreck-It Ralph: veu de la Sergent Calhoun | Televisió Telefilms 1992: In the Best Interest of the Children : Gwen Hatcher 2002: The Big Time : Miss Rush Sèries 1994: Married… with Children : Greta (temporada 8, episodi 2) 2000: Gilmore Girls : Infermera (temporada 1, episodi 10) 2000: 7th Heaven : Recepcionista de l'hospital 2001: The X-Files : Anne Lokensgard (estació 9, episodi 5) 2002: MDs : Aileen Poole, RN, Ph.D 2003: Las Vegas : Helen Putasca (temporada 1, episodi 17) 2003: Arrested Development : Cindi Lightballoon ( Estació 1 ) 2004: Two and a Half Men : La Psy (temporada 1, episodi 20 i 22 ; temporada 8, episodi 12) 2004: Veronica Mart : La principal (temporada 1, episodi 6) 2004: Monk : Dra. Julie Waterford ( Estació 2 Episodi 15 ) 2004: Friends : Ellen ( temporada 10 Episodi 15 ) 2005: Illeanarama : Ann 2005: The L Word : Joyce Wischnia ( 15 episodis ) 2005: Weeds : The Candyman (Estació 1, episodi 4) 2006 - 2008: Criminal Minds : Diana Reid 2006: Desperate Housewives : Maxine Bennett (temporada 2, episodi 14) 2006: Lovespring Internacional : Victoria Ratchford 2009: Party Down : Constància Carmell 2009 - 2015: Glee : Sue Sylvester ( 121 episodis ) 2010: iCarly : Pam Puckett 2011: Els Simpson (The Simpson) : Veu de Roz (temporada 23, episodi 4) 2016: Angel from Hell : Amy 2017: Manhunt: Unabomber (mini-sèrie): Janet Reno 2017: Will & Grace : Roberta |

## Premis i nominacions

### Premis
- 2010: Primetime Emmy a la millor actriu secundària en sèrie còmica per Glee
- 2011: Globus d'Or a la millor actriu secundària en sèrie, minisèrie o telefilm per Glee

### Nominacions
- 2010: Globus d'Or a la millor actriu secundària en sèrie, minisèrie o telefilm per Glee
- 2010: Primetime Emmy a la millor actriu convidada en sèrie còmica per Two and a Half Men
- 2011: Primetime Emmy a la millor actriu secundària en sèrie còmica per Glee
- 2013: Primetime Emmy a la millor actriu secundària en sèrie còmica per Glee